# Bataille de Kasiya
Insurrection de Boko Haram
Batailles
La bataille de Kasiya a lieu le 12 septembre 2013 pendant l'insurrection de Boko Haram.

## Déroulement
Le 18 septembre, l'armée nigériane annonce que le 12 du même mois, un camp de Boko Haram a été emporté d'assaut par les militaires dans la forêt de Kasiya. Selon le porte-parole militaire, le général Ibrahim Attahiru, environ 150 islamistes ont été tués, ainsi que 16 militaires, 9 autres sont portés disparus. Cependant les détails du combat ne sont pas évoqués,.